# Fronton, Haute-Garonne
Fronton là một xã trong vùng Occitanie, thuộc tỉnh Haute-Garonne, quận Toulouse, tổng Fronton. Tọa độ địa lý của xã là 43° 50' vĩ độ bắc, 01° 23' kinh độ đông. Fronton nằm trên độ cao trung bình là 147 mét trên mực nước biển, có điểm thấp nhất là 101 mét và điểm cao nhất là 198 mét. Xã có diện tích 45,79 km², dân số vào thời điểm 1999 là 3891 người; mật độ dân số là 85 người/km².

## Thông tin nhân khẩu
| 1962  | 1968  | 1975  | 1982  | 1990  | 1999  | 2006  |
| ----- | ----- | ----- | ----- | ----- | ----- | ----- |
| 2.169 | 2.272 | 2.525 | 2.814 | 3.355 | 3.891 | 3.954 |

## Di tích

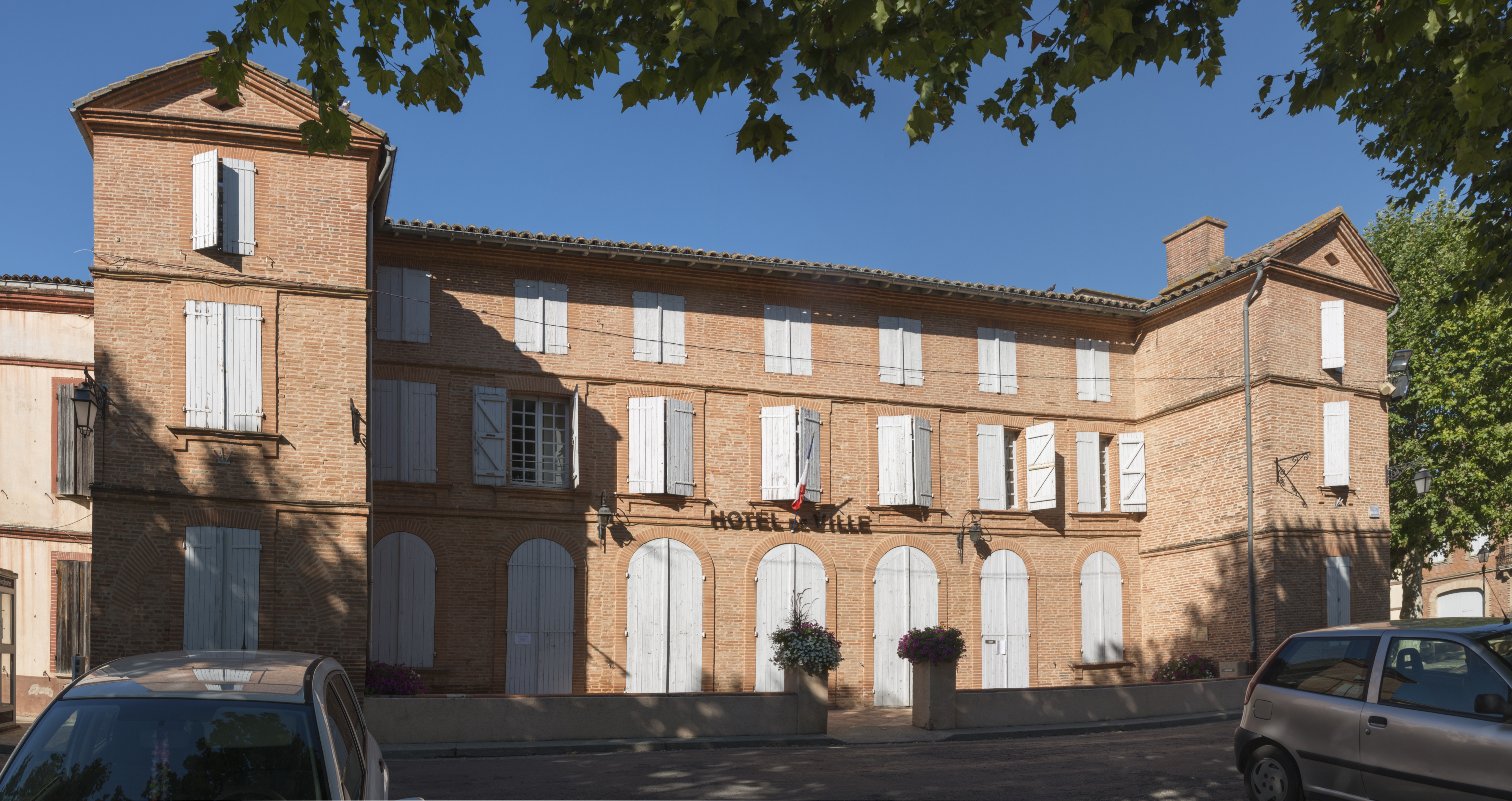
Hội trường thành phố